# Prefettura di Est-Mono
La prefettura di Est-Mono è una prefettura del Togo situato nella regione degli Altopiani con 121.789 abitanti al censimento 2010. Il capoluogo è la città di Elavagnon.